# Tứ sắc
Tứ sắc (tiếng Trung: 四色牌; Hán-Việt: tứ sắc bài; bính âm: Sì Sè Pái) (hay còn gọi với tên thuần Việt là bài 4 lá)  là tên một trò chơi có xuất xứ từ Trung Quốc. Đây chính là tiền thân cho việc phát triển bộ bài tam cúc và tổ tôm của người Việt Nam. Tứ Sắc thích hợp với số lượng người chơi là 4 người, tuy nhiên 2 hay 3 người đều chơi được.

## Lịch sử
Trò chơi này tương tự như nhiều trò chơi bài rút và bỏ khác nhau của Trung Quốc được chơi từ thế kỷ 18. Bộ bài dành cho trò chơi đặc biệt này có nguồn gốc từ thế kỷ 19 dựa trên các quân cờ tướng trên đó tên của các quân cờ nói trên được in trên các lá bài. Các thẻ này thường được tầng lớp thấp hơn sử dụng để chơi các trò chơi cờ bạc, nhằm mục đích kiếm tiền dễ dàng và rẻ tiền vì cờ bạc là bất hợp pháp ở Trung Quốc nên cần có những thẻ có thể dễ dàng giấu hoặc vứt bỏ. Do Cách mạng Trung Quốc và thực tế là trò chơi thường được tầng lớp thấp hơn yêu thích nên rất khó tìm thấy các quy tắc bằng văn bản cho trò chơi. Vì vậy, các quy tắc chính thức có thể khác nhau tùy theo khu vực và hộ gia đình.

## Cấu tạo quân bài

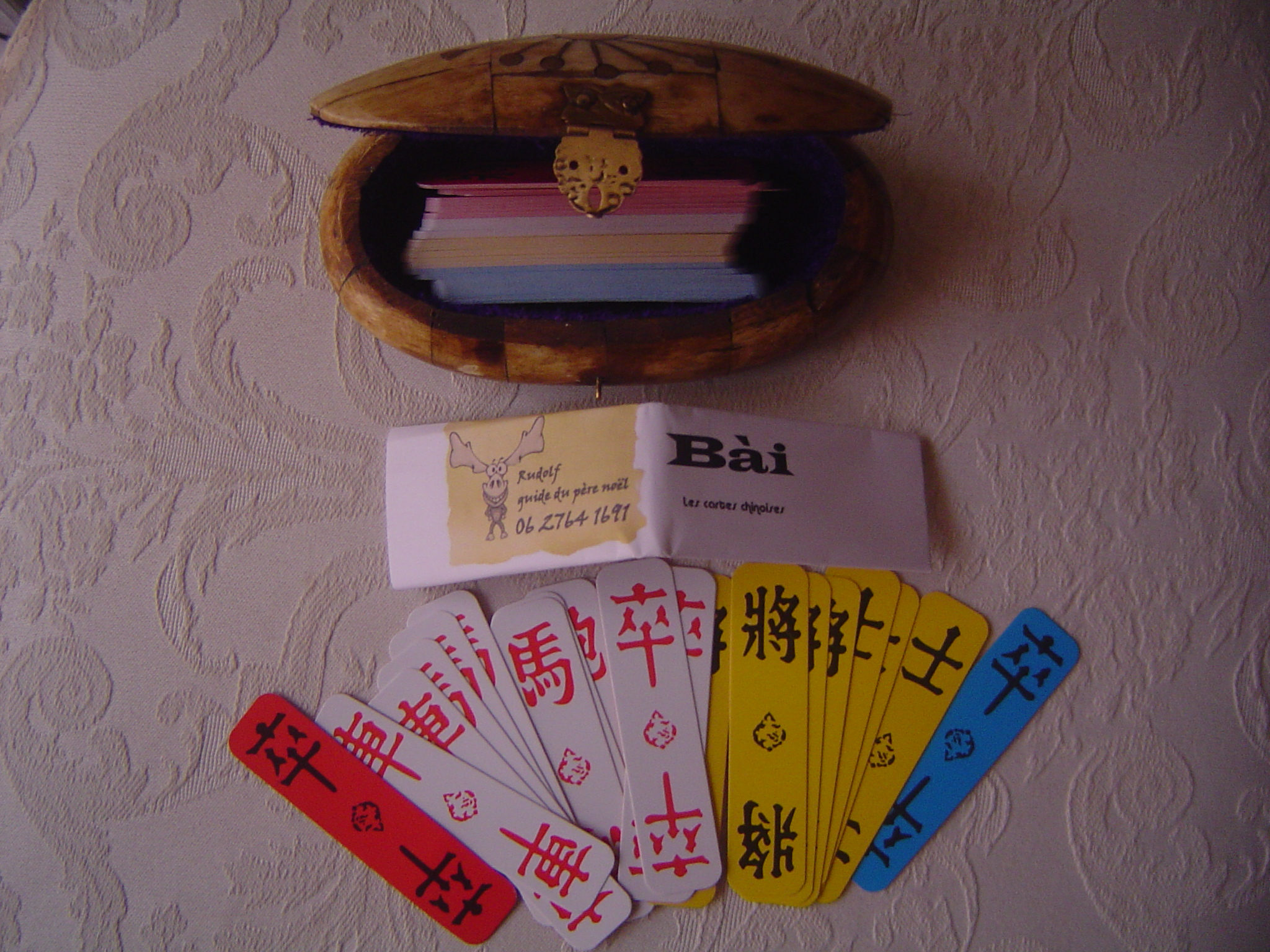
Một bộ bài Tứ sắc đơn giản

Lá bài Tứ Sắc làm bằng bìa, hình chữ nhật. Bộ bài có 7 đạo quân (Tướng, Sĩ, Tượng, Xe, Pháo, Mã và Tốt) mỗi đạo quân có 16 lá chia đều ra 4 màu xanh, vàng, trắng, đỏ do vậy có tên là "tứ sắc". Tuy nhiên, trên mặt quan bài chỉ viết chữ chứ không minh họa hình ảnh giống như bài Tam cúc và bài Tổ tôm, đồng thời kích thước cũng nhỏ và ngắn hơn. Phía mặt ngoài lá bài chỉ có một màu và các đạo quân khác màu nhưng có giá trị như nhau cho mỗi loại quân cùng tên. Mỗi màu có 28 lá và cả bộ bài có 112 lá.

## Mục đích
Mục đích của trò chơi Tứ sắc là làm tròn bài, cách làm này được gọi là tới, bằng cách kết hợp các nhóm bài chẵn và lẻ. Người nào tới trước thì người đó thắng và không có nhì, ba, bét.

## Các khái niệm

### Chẵn
Khái niệm chẵn cho các quân, nhóm quân thỏa mãn điều kiện sau:
- Từ 2 đến 4 lá bài giống nhau và cùng màu.
- Riêng quân Tốt (Chốt) có thể từ 3 đến 4 lá bài khác màu.
- Tướng có từ 1 đến 4 lá bài.

Bốn lá bài giống nhau mà cùng màu được gọi là quan hay quằn (đọc theo giọng miền Nam là guằn).
Ba lá bài giống nhau mà cùng màu được gọi là khạp

### Lẻ
Khái niệm lẻ cho các quân, nhóm quân thỏa mãn điều kiện sau:
- Bộ ba Tướng - Sĩ - Tượng, Xe - Pháo - Mã cùng màu.

### Rác
Những lá bài thừa ra không được xếp vào chẵn hay lẻ thì được gọi là rác hay cu ki.
Phải đếm cho chẵn bài rồi mới được tới không thì đền nếu cây bài lẻ

## Cách chơi

### Chia bài
Một người sẽ chia bài cho những người chơi cùng cứ 5 lá một lượt cho đến khi đủ 20 lá một người. Người nào cầm cái sẽ được chia 6 cây cho lượt bài đầu tiên và được ra quân. Phần bài còn lại được úp kín, đặt ở giữa (gọi là nọc hay tỳ) để cho mọi người có thể lấy được thêm về sau. Mọi người sẽ sắp xếp bài theo các bộ chẵn và lẻ, rác để chuẩn bị làm tròn bài.

### Cách ăn vào bài
- Ăn vào bài chẵn:

Người nào cầm cái sẽ đánh trước một lá rác vào cửa bên phải của mình. Người ngồi bên phải nhà cái nếu trên tay đã có một lá rác giống lá đánh ra đó thì sẽ lấy vào làm một đôi (chẵn). Sau khi ăn quân này thì người đó phải có trách nhiệm đánh sang bên phải mình một lá rác khác để bài trên tay mình luôn có số lượng là 20 lá. Nếu hai người còn lại có một đôi giống quân bài nhà cái đánh ra thì một trong hai nhà đó có quyền lấy lá bài đó về và phải đánh trả lại lá bài rác vào cửa đó. Cách ăn lá bài và trả lại lá bài hơi giống trong chơi bài tá lả. Tuy nhiên, trong hai người còn lại đó, người nào có số lượng lá bài chẵn nhiều hơn thì được ưu tiên vào chẵn (ăn quân) hơn.
- Ăn vào bài lẻ:

Nếu nhà cái đánh ra một quân Pháo xanh, mà nhà bên tay phải đã có quân Xe xanh và Mã xanh thì sẽ được lấy bài vào lẻ. Nếu người này không có bài để lấy vào lẻ thì hai người còn lại cũng không được lấy mặc dù trên tay có cặp quân chờ lẻ sẵn. Nguyên tắc ăn lẻ là: phải ăn đúng vị trí cửa đánh.
Nếu người bên tay phải có thể ăn Pháo xanh vào lẻ, nhưng hai nhà còn lại thì có thể ăn quân đó vào chẵn thì hai người này được ưu tiên ăn quân rác vừa được nhà cái đánh. Luật chơi của Tứ Sắc là: ưu tiên chẵn trước, lẻ sau.
Nếu cả ba người còn lại không thể lấy con rác do nhà cái đánh thì theo thứ tự, người ngồi bên tay phải nhà cái sẽ được lấy (còn gọi là kéo hay lật) một lá bài ở tập bài giữa chiếu (nọc) và lại tuân theo những quy định trên để mọi người ăn vào bài chẵn, lẻ cho đến khi xuất hiện tới.
Tới là tình huống khi một người đã hết rác và có hai tình huống chờ để tới:
- Bài đã chẵn (hay còn gọi là xên):

Khi một người đã hết rác thì chỉ cần chờ đến lượt mình hoặc người khác lấy bài ra từ nọc được lá Tướng thì được tới và sẽ thắng. Hoặc khi trên tay đã có hai lá bài của bộ bài chẵn mà bài do người khác vừa đánh ra có thể lấy để kết hợp cùng làm bộ chẵn thì cũng sẽ được tới. Nếu bài ăn vào chẵn đó tạo thành đủ 4 quân thì được tới ở giá trị tới Quan.
- Bài đang chờ vào chẵn hoặc lẻ thì vừa hết rác.

Khi một người đã đủ các bộ chẵn hoặc lẻ mà chỉ cần thêm 1 lá bài phù hợp nữa là hết rác thì trường hợp này gọi là chờ vào chẵn hoặc lẻ để được tới.
Trong khi chơi, các lá bài được lấy vào chẵn hoặc lẻ thì được để dưới chiếu bài trước mặt, để mọi người cùng nhìn thấy chứ không được cầm lên trên tay. Nếu ngay từ lúc chia bài, trên tay đã có 4 lá bài giống nhau (có Quan) thì cũng phải hạ Quan này xuống chiếu để mọi người cùng biết.

### Bài bụng
Đây là trường hợp trên tay có Xe-Xe-Pháo-Mã hoặc Xe-Pháo-Pháo-Mã hoặc Xe-Pháo-Mã-Mã. Trường hợp này được coi là không may vì người chơi không được lấy hai con giống nhau ra ăn.
Ví dụ như đang có Xe-Xe-Pháo-Mã, cho dù người khác có đánh Xe ra cũng không được ăn. Trong trường hợp người đánh Xe ra ở ngay bên tay trái mình, lúc đó, cách ăn đúng đắn là dùng Pháo-Mã ăn (trở thành Xe-Pháo-Mã), còn hai con Xe còn lại trên tay mình trở thành bài liền. Nếu người chơi dùng đôi Xe để ăn con Xe cùng màu, thì hai con  Pháo và Mã còn lại sẽ thành rác, nếu người chơi đánh một trong hai con này ra mà người khác có quân Mã hoặc Pháo thì người đánh con Xe sẽ phải đền bài. Nếu người chơi phía trên không đánh con Xe hoặc người cầm Xe-Xe-Pháo-Mã không bốc được con Xe, thì để hết rác trên bài buộc người chơi phải đánh một con Xe ra và giữ lại bộ lẻ Xe-Pháo-Mã, hành động này gọi là "tề bài". Trường hợp này áp dụng cho cả người chơi có đôi Tốt cùng màu và hai con Tốt khác màu, Tướng-Sĩ-Sĩ-Tượng cùng màu và cả Tướng-Sĩ-Tượng-Tượng cùng màu.

### Cách tính điểm
Người tới phải xòe bài ra để tính lệnh (điểm). Cách tính như sau
- Đôi: không được lệnh nào
- Tướng: 1 lệnh
- 3 con đã khui (Xe-Pháo-Mã, Tướng-Sĩ Tượng, ba con cùng màu hoặc ba con chốt khác màu): 1 lệnh
- 4 con đã khui: 6 lệnh
- Khạp (còn trên tay): 3 lệnh
- Quằn (còn trên tay): 8 lệnh
- 4 con chốt khác màu: 2 lệnh
- Ngoài ra, người tới còn được cộng thêm 3 lệnh nữa
- Số lệnh cuối cùng bắt buộc phải lẻ (15 hoặc 21 lệnh), nếu không tức là đã đánh sai luật và người tới có thể bị phạt.
- Nếu tới quan (có sanh hay có khui đã mở), số lệnh sẽ được gấp đôi

### Chến
Làm cái gọi là giữ chến. Khi bắt đầu cuộc chơi, gọi là đậu chến, mọi người bỏ ra một số tiền bằng nhau và chơi cho đến khi có một người hết tiền (đứt chến). 1 lần chơi như vậy cũng gọi là 1 chến.

### Các khái niệm khác
- Đứt đầu: nếu không đủ ba con Xe-Pháo-Mã hoặc Tướng-Sĩ-Tượng thì gọi là đứt đầu. Ví dụ như đứt đầu tướng tức là chỉ có sĩ-tượng cùng màu và thiếu tướng
- Nhập xác: nếu đang đứt đầu tướng mà lật được con tướng, thì gọi là nhập xác. Trường hợp này được coi là may mắn

## Các câu thành ngữ từ Tứ Sắc
- Chốt độc đi tiên, để lâu chung tiền: nếu chỉ có một con tốt/chốt rác thì nên đánh ra ngay khi có cơ hội, nếu không để đến tàn cuộc mới đánh thì làm mồi cho người khác tới (người ta thường đợi tốt/chốt để tới vì nhiều cơ hội hơn - tốt/chốt có thể ghép vào các con chốt khác màu)
- Chẵn tay, may cái, xách dái về không: trong lúc cái chia bài, nếu chia chẵn (bốc lên vừa đủ năm con để chia) thì cái sẽ được tới bàn này, nhưng đến cuối cùng cũng sẽ thua hết
- Đứt chến: hết tiền
- 1 quằn 3 khạp: 1 vợ lớn 3 vợ nhỏ, tức là người lăng nhăng

## Thông tin thêm
Tứ Sắc cũng giống như một số bài lá khác là được dùng để xem bói vận mệnh.
Người Huế cũng dùng bộ bài tứ sắc để chơi theo một cách khác nhưng gồm 3 người chơi gọi là bài xệp. "Bài vụ", "Tứ Sắc", '"mạt chược" và "kiệu" được coi là bốn trò chơi cung đình Huế.